# Maria Antònia de Borbó
Maria Antònia Ferranda de Borbó i Farnese (Sevilla, 17 de novembre de 1729 - Moncalieri, 19 de setembre de 1785) va ser una infanta d'Espanya, que esdevingué reina consort de Sardenya pel seu matrimoni amb Víctor Amadeu III de Sardenya.
Va néixer el 17 de novembre de 1729 a l'Alcàsser de Sevilla. El seu naixement es va produir durant la llarga estada de cinc anys que els monarques van fer a Andalusia. Poc després de néixer va patir un fort refredat que va fer preocupar per la seva vida, però del qual es va recuperar. El seu naixement es va celebrar amb grans festes a la ciutat de Sevilla.
Era filla de Felip V d'Espanya i d'Isabel Farnese. Era neta per línia paterna del delfí Lluís de França i de la princesa Maria Adelaida de Savoia i per línia materna del príncep Odoard II Farnese i de la princesa Dorotea Sofia de Neuburg. El dia 31 de maig de 1750 contragué matrimoni a Oulx amb el rei Víctor Amadeu III de Sardenya, fill del rei Carles Manuel III de Sardenya i de la princesa Polixena Cristina de Hessen-Rheinfels.

## Descendència
Del matrimoni de Maria Antònia i Víctor Amadeu nasqueren dotze fills: 
- Carles Manuel IV de Sardenya (Torí, 1751 - Roma, 1819). Es casà el 1775 amb la princesa Clotilde de França.

- Maria Elisabet de Savoia, (Torí, 1752 - 1753).
- Maria Josefina Lluïsa de Savoia, (Torí, 1753 - Hartwell -1810). Es casà el 1771 amb Lluís Estanislau de França, comte de Provença.
- Amadeu de Savoia, duc de Montferrato, (Torí, 1754 - 1755).
- Maria Teresa de Savoia, (Torí, 1756 - Graz, 1805). Es casà el 1773 amb el Carles Filip de França, comte d'Artois.
- Maria Anna de Savoia, (Torí, 1757 - Stupinigi, 1824). Es casà amb el príncep Benet de Savoia, duc de Chablais.
- Víctor Manuel I de Sardenya, (Torí, 1759 - Moncalieri, 1824). Es casà amb l'arxiduquessa Maria Teresa d'Àustria-Este.
- Maria Cristina de Savoia, (Torí, 1760 - 1768).
- Maurici de Savoia, duc de Montferrato, (Torí, 1762 - l'Alguer, 1799).
- Maria Carolina de Savoia, (Torí, 1764 - Dresden, 1782). Es casà amb Antoni de Saxònia.
- Carles Fèlix I de Sardenya, (Torí, 1765 - 1831). Es casà amb la princesa Maria Cristina de Borbó-Dues Sicílies.
- Josep de Savoia, duc d'Aosta, (Torí, 1766 - Sassari, 1802).